# Литографский камень

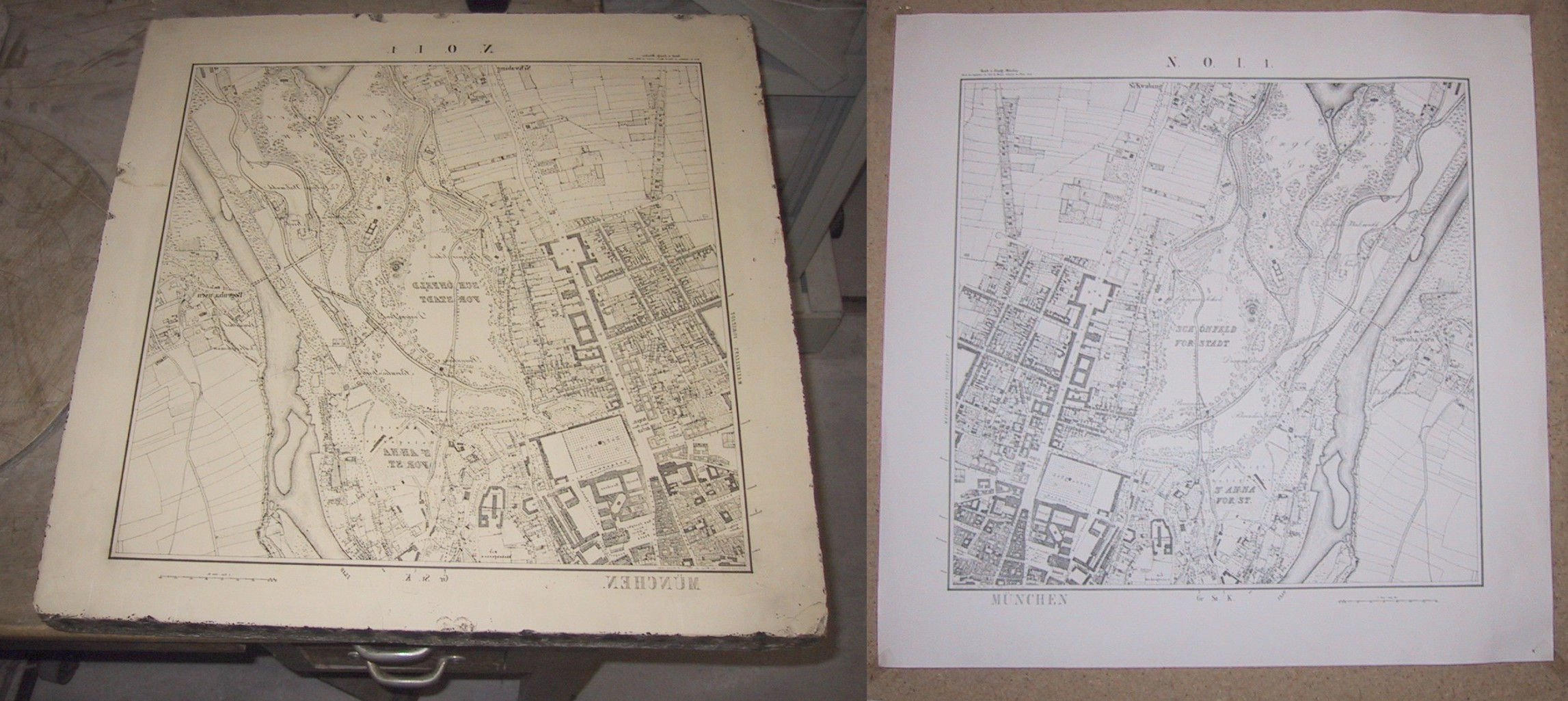
Литографский камень и оттиск плана Мюнхена

Литогра́фский ка́мень — отшлифованная пластина камня, обычно плотного и однородного известняка, на которую с помощью жирного литографского карандаша и/или жирной литографской туши наносится исходное изображение для печати литографий.
Также для создания исходного изображения на литографском камне может использоваться специальная литографская бумага — корнпапир, с которой рисунок уже передавливался на подготовленный литографский камень. После нанесения рисунка поверхность камня слегка протравливается кислотным составом. Протравленные участки легко смачиваются водой, но отталкивают литографскую краску, а на места, где был нанесён жировой рисунок, легко прилипает краска, но они не смачиваются водой. На этом и основан принцип литографской печати. В настоящее время литографский камень практически повсеместно заменён на металлические пластины из-за большей лёгкости обработки.
Для изготовления оттисков (литографий) литографский камень закрепляется в литографском станке. Исходное изображение смывается. Взамен валиком наносится на увлажнённый камень краска, пристающая лишь к непротравленным частям камня, в точности соответствующим рисунку. Бумага посредством литографского станка плотно прижимается к покрытому краской литографскому камню (прокатывается). Таким образом, получается оттиск, на котором рисунок покрыт краской, а фон остаётся белым.